# 馬爾季尼
49°52′49″N 23°8′7″E / 49.88028°N 23.13528°E
馬爾季尼（烏克蘭語：Мартини），是烏克蘭西部的村莊，隸屬利維夫州的亞沃里夫區。該村始建於1940年，面積0.34平方公里，海拔高度215米，2001年人口78，人口密度每平方公里231.45人。